# Washington County, Nebraska
Washington County är ett county i östra delen av delstaten Nebraska.  Den administrativa huvudorten (county seat) är Blair som ligger cirka 30 km norr om Omaha, 110 km nordost om delstatens huvudstad Lincoln och omedelbart väster om gränsen till delstaten Iowa. Countyt fick sitt namn efter George Washington, USA:s förste president. 

## Geografi
Enligt United States Census Bureau så har countyt en total area på 1 020 km². 1 010 km² av den arean är land och 10 km² är vatten. 

### Angränsande countyn
- Burt County - norr
- Harrison County, Iowa - nordost
- Pottawattamie County, Iowa - sydost
- Douglas County - söder
- Dodge County - väster

### Större städer och samhällen
- Blair, med cirka 7 500 invånare